# کیم جونگ سو (بازیگر)
کیم جونگ سو (کره‌ای: 김종수؛ زادهٔ ۳۰ نوامبر ۱۹۶۴) بازیگر اهل کره جنوبی است. او بیشتر به خاطر ایفای نقش در پادشاهی، فرمانروای نقابدار و پادشاهی شناخته می‌شود.

## حرفه
در سال ۱۹۸۴، کیم جونگ سو به Whales Theatre پیوست و در سال ۱۹۸۵، حرفهٔ خود را با کارگردانی تئاترهایی مانند امضای زیبا، دادستان دزد استوایی و درخت پرتقال لیموی من آغاز کرد. او در سال ۲۰۰۷ در فیلم آفتاب پنهان و در سال ۲۰۱۱ در فیلم پونگسان حضور پیدا کرد.
به گفتهٔ آرتیست کمپانی، او به عنوان «بازیگر کهنه‌کاری که بیش از ۷۰ کار تئاتر دارد» شناخته می‌شود.

## فیلم‌شناسی

### مجموعه تلویزیونی
| سال       | عنوان                        | نقش                  | منابع |
| --------- | ---------------------------- | -------------------- | ----- |
| ۲۰۰۹      | دوستان، افسانه ما            | پدر دونگ سو          |       |
| ۲۰۱۳      | نخست‌وزیر و من                | کونگ تک سو           |       |
| ۲۰۱۴      | سه روز'                      | بیون ته هون          |       |
| ۲۰۱۴      | میسنگ: زندگی ناتمام          | رئیس بخش کیم بو هیون |       |
| ۲۰۱۵      | جین‌بی‌روک: شرح حال جنگ ایم‌جین | هوانگ یون گیل        |       |
| ۲۰۱۵      | تهیه‌کنندگان                  | بک بو سون            |       |
| ۲۰۱۵      | شش اژدهای پرنده              | لی سک                |       |
| ۲۰۱۶      | فلوت زن رنگارنگ              | یانگ چونگ جانگ       |       |
| ۲۰۱۶      | ذهن زیبا                     | شین دونگ جه          |       |
| ۲۰۱۷      | فرمانروای نقابدار            | جو جین میونگ         |       |
| ۲۰۱۷      | تحریف                        | مین یونگ هو          |       |
| ۲۰۱۷      | آرگون                        | سو ته سوب            |       |
| ۲۰۱۸      | ملکه راز ۲                   | شین جانگ گو          |       |
| ۲۰۱۹      | هه‌چی                         | لی یی کیوم           |       |
| ۲۰۱۹      | بی‌خانمان                     | ان‌آی‌ای، مدیر کل آن   |       |
| ۲۰۱۹      | دروغ درون                    | کیم سونگ چول         |       |
| ۲۰۲۱–۲۰۲۲ | گل برفی                      | کیم مان دونگ         |       |

### مجموعه اینترنتی
| سال  | عنوان   | نقش     | توضیحات | منابع |
| ---- | ------- | ------- | ------- | ----- |
| ۲۰۱۹ | پادشاهی | کیم سون | فصل ۱   |       |